# Liste der Bodendenkmäler in Baar-Ebenhausen
Auf dieser Seite sind die Bodendenkmäler in der oberbayerischen Gemeinde Baar-Ebenhausen zusammengestellt. Diese Tabelle ist eine Teilliste der Liste der Bodendenkmäler in Bayern. Grundlage ist die Bayerische Denkmalliste, die auf Basis des Bayerischen Denkmalschutzgesetzes vom 1. Oktober 1973 erstmals erstellt wurde und seither durch das Bayerische Landesamt für Denkmalpflege geführt wird. Die folgenden Angaben ersetzen nicht die rechtsverbindliche Auskunft der Denkmalschutzbehörde.

## Bodendenkmäler der Gemeinde

### Bodendenkmäler im Ortsteil Baar
| Lage                          | Objekt | Akten-Nr.     | Bild           |
| ----------------------------- | --- | ------------- | -------------- |
| Baar (Standort)               | Siedlung vorgeschichtlicher Zeitstellung und hochmittelalterliche Wüstung.                                       | D-1-7334-0034 |                |
| Baar (Standort)               | Siedlung vor- und frühgeschichtlicher Zeitstellung.                                                              | D-1-7334-0109 |                |
| Baar (Standort)               | Siedlung vor- und frühgeschichtlicher Zeitstellung.                                                              | D-1-7334-0112 |                |
| Baar Kirchstraße 2 (Standort) | Mittelalterliche und frühneuzeitliche Befunde im Bereich der Katholischen Pfarrkirche Mariä Himmelfahrt in Baar. | D-1-7334-0114 | weitere Bilder |
| Baar (Standort)               | Grabhügel vorgeschichtlicher Zeitstellung.                                                                       | D-1-7334-0115 |                |
| Baar (Standort)               | Siedlung vor- und frühgeschichtlicher Zeitstellung.                                                              | D-1-7334-0120 |                |
| Baar (Standort)               | Gräber der Urnenfelderzeit. Siehe auch: Urnenfelderzeit                                                          | D-1-7334-0167 |                |
| Baar (Standort)               | Siedlung der frühen Bronzezeit.                                                                                  | D-1-7334-0168 |                |

### Bodendenkmäler im Ortsteil Ebenhausen
| Lage                                | Objekt | Akten-Nr.     | Bild           |
| ----------------------------------- | --- | ------------- | -------------- |
| Ebenhausen (Standort)               | Friedhof der frühen Neuzeit. | D-1-7334-0036 |                |
| Ebenhausen (Standort)               | Siedlung vor- und frühgeschichtlicher Zeitstellung. | D-1-7334-0107 |                |
| Ebenhausen (Standort)               | Verebnete Grabhügel vorgeschichtlicher Zeitstellung. | D-1-7334-0111 |                |
| Ebenhausen (Standort)               | Siedlung und Grabenwerk vor- und frühgeschichtlicher Zeitstellung.                                                                                       | D-1-7334-0117 |                |
| Ebenhausen Kirchplatz 10 (Standort) | Mittelalterliche und frühneuzeitliche Befunde im Bereich der Katholischen Pfarrkirche St. Martin in Ebenhausen. Siehe auch: Ebenhausen (Baar-Ebenhausen) | D-1-7334-0119 | weitere Bilder |

### Bodendenkmäler im Ortsteil Pichl
| Lage             | Objekt                                              | Akten-Nr.     | Bild |
| ---------------- | --------------------------------------------------- | ------------- | ---- |
| Pichl (Standort) | Siedlung vor- und frühgeschichtlicher Zeitstellung. | D-1-7234-0834 |      |

### Bodendenkmäler im Ortsteil Reichertshofen
| Lage                      | Objekt                                                       | Akten-Nr.     | Bild |
| ------------------------- | ------------------------------------------------------------ | ------------- | ---- |
| Reichertshofen (Standort) | Verhüttungsplätze vor- und frühgeschichtlicher Zeitstellung. | D-1-7335-0048 |      |